# Hypnum sauteri
Hypnum sauteri là một loài Rêu trong họ Hypnaceae. Loài này được Schimp. mô tả khoa học đầu tiên năm 1850.

## Hình ảnh

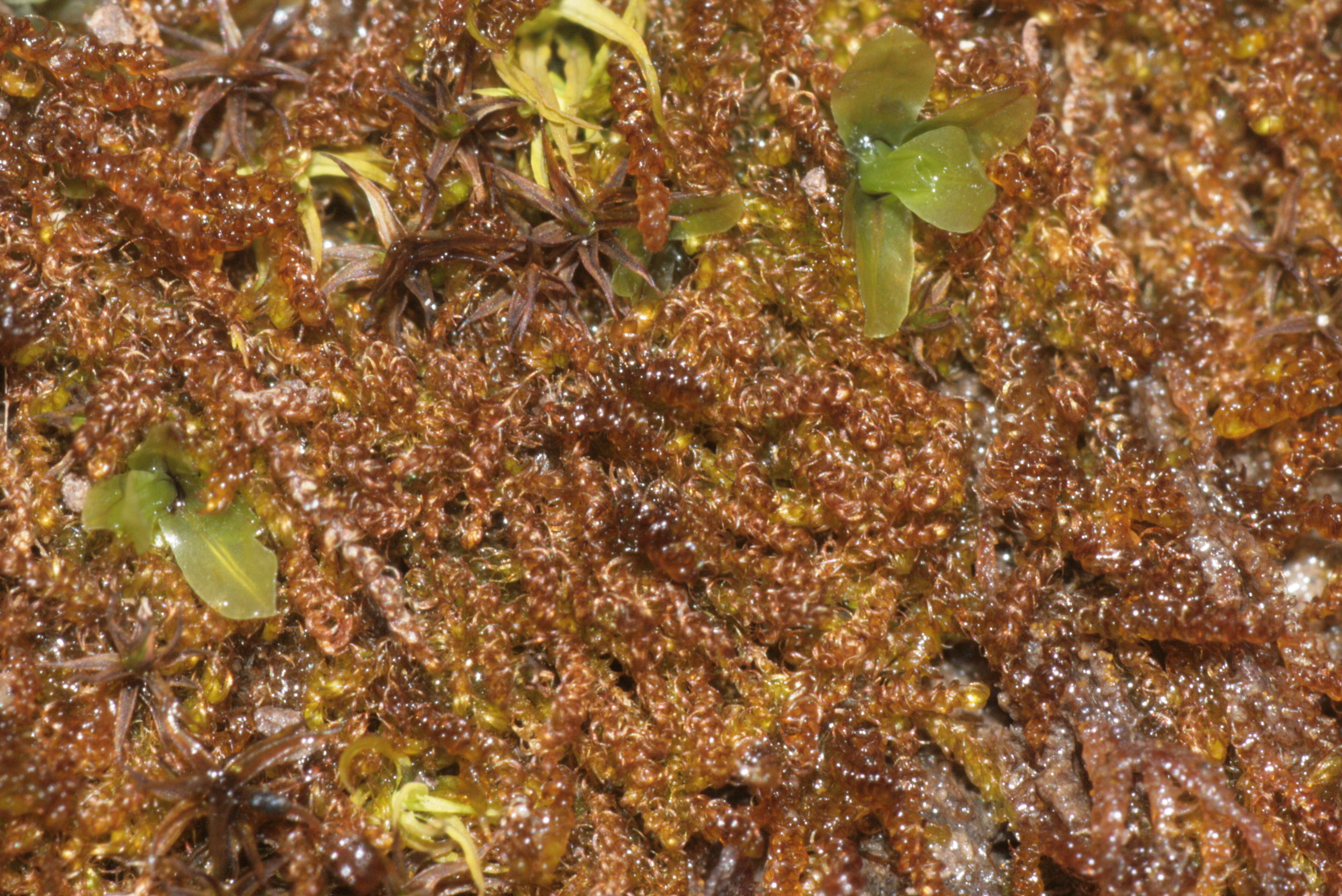
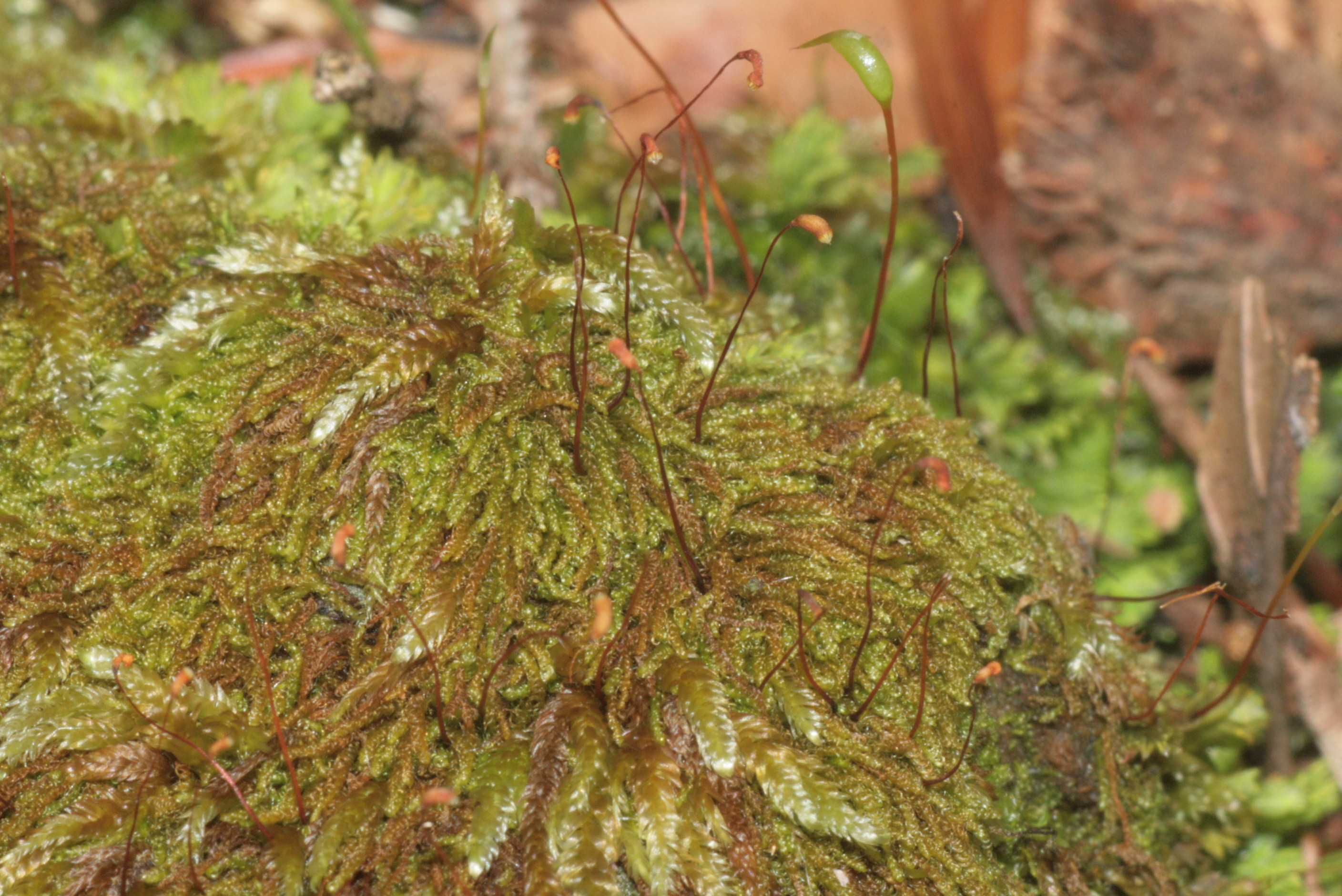
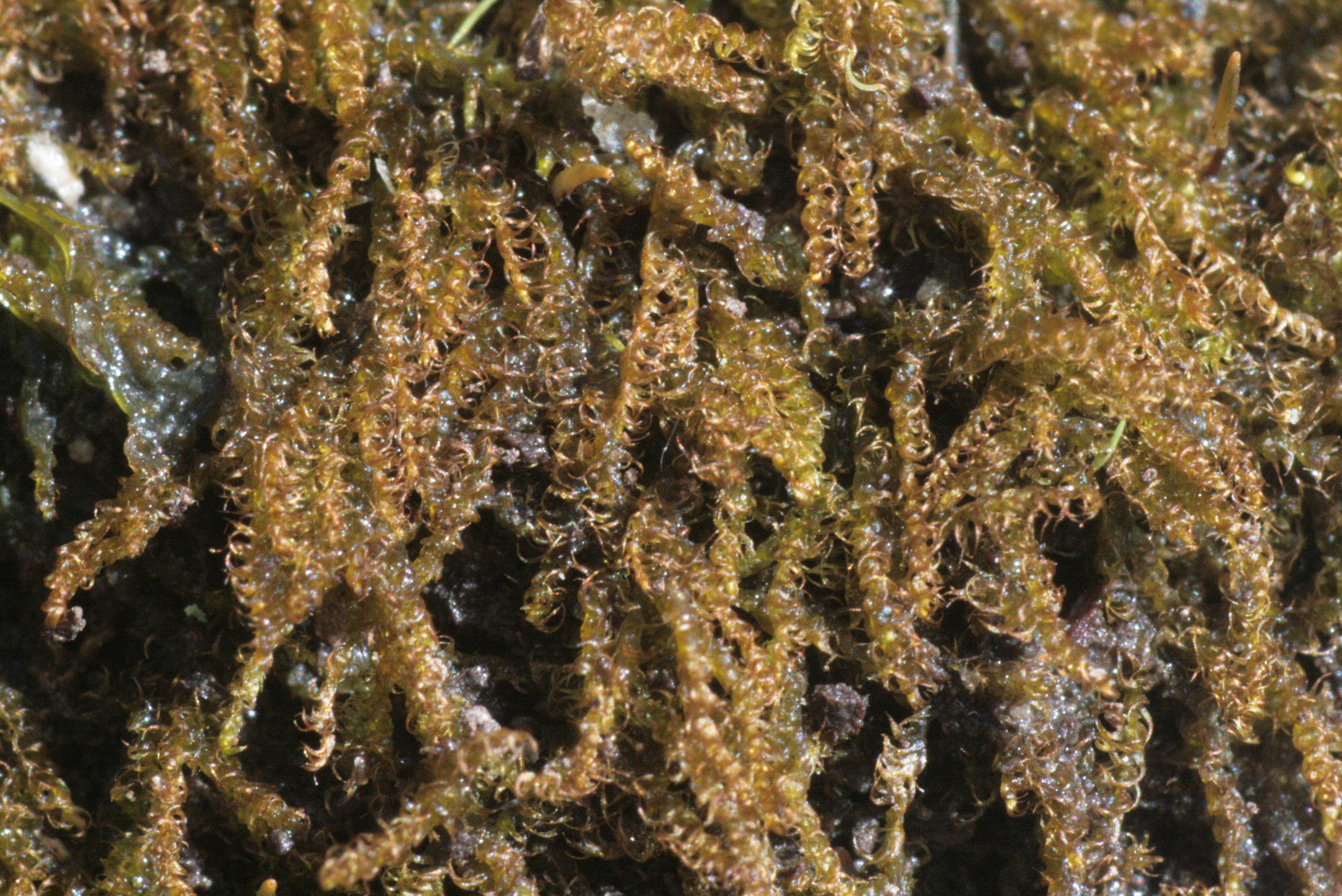